# 31031 Altiplano
31031 Altiplano è un asteroide della fascia principale. Scoperto nel 1996, presenta un'orbita caratterizzata da un semiasse maggiore pari a 2,4475702 UA e da un'eccentricità di 0,1604150, inclinata di 2,78888° rispetto all'eclittica.